# Стрільба на літніх Олімпійських іграх 2012
Змагання зі стрільби на літніх Олімпійських іграх 2012 відбувалися з 28 липня по 6 серпня 2012 року у Королівських артилеристських казармах. У змаганнях взяли участь 390 стрільців, які розіграли 15 комплектів нагород.
Спочатку планувалося, що стрільці будуть змагатися у Національному стрілецькому центрі, розташованому у селі Бізлі у графстві Суррей. Однак Міжнародний олімпійський комітет вказав організаторам на те, що дуже багато змагань заплановано за межами Лондона, і було вирішено, що стрільці будуть виступати у Вуліджі, де збудовано тимчасовий стрілецький центр, який після закінчення Олімпійських та Паралімпійських ігор планувалося розібрати та використовувати в іншому місці. Витрати на проведення змагань зі стрільби у рамках лондонської Олімпіади оцінюються у 18 мільйонів фунтів стерлінгів.

## Медалі

### Загальний залік
| Місце  | Країна                | Золото | Срібло | Бронза | Загалом |
| ------ | --------------------- | ------ | ------ | ------ | ------- |
| 1      | Південна Корея (KOR)  | 3      | 2      | 0      | 5       |
| 2      | США (USA)             | 3      | 0      | 1      | 4       |
| 3      | Італія (ITA)          | 2      | 3      | 0      | 5       |
| 4      | Китай (CHN)           | 2      | 2      | 3      | 7       |
| 5      | Білорусь (BLR)        | 1      | 0      | 0      | 1       |
| 5      | Хорватія (CRO)        | 1      | 0      | 0      | 1       |
| 5      | Куба (CUB)            | 1      | 0      | 0      | 1       |
| 5      | Велика Британія (GBR) | 1      | 0      | 0      | 1       |
| 5      | Румунія (ROU)         | 1      | 0      | 0      | 1       |
| 10     | Франція (FRA)         | 0      | 1      | 1      | 2       |
| 10     | Індія (IND)           | 0      | 1      | 1      | 2       |
| 10     | Сербія (SRB)          | 0      | 1      | 1      | 2       |
| 10     | Словаччина (SVK)      | 0      | 1      | 1      | 2       |
| 14     | Бельгія (BEL)         | 0      | 1      | 0      | 1       |
| 14     | Данія (DEN)           | 0      | 1      | 0      | 1       |
| 14     | Польща (POL)          | 0      | 1      | 0      | 1       |
| 14     | Швеція (SWE)          | 0      | 1      | 0      | 1       |
| 18     | Україна (UKR)         | 0      | 0      | 2      | 2       |
| 19     | Чехія (CZE)           | 0      | 0      | 1      | 1       |
| 19     | Кувейт (KUW)          | 0      | 0      | 1      | 1       |
| 19     | Катар (QAT)           | 0      | 0      | 1      | 1       |
| 19     | Росія (RUS)           | 0      | 0      | 1      | 1       |
| 19     | Словенія (SLO)        | 0      | 0      | 1      | 1       |
| Всього | Всього                | 15     | 15     | 15     | 45      |

### Медалісти
Чоловіки
| Дисципліна                                          | Золото                                 | Срібло                              | Бронза                            |
| --------------------------------------------------- | -------------------------------------- | ----------------------------------- | --------------------------------- |
| Пневматичний пістолет, 10 метрів                    | Чин Чон О · Південна Корея (KOR)       | Лука Тесконі · Італія (ITA)         | Андрія Златич · Сербія (SRB)      |
| Швидкісний пістолет, 25 метрів                      | Леуріс Пупо · Куба (CUB)               | Віджей Кумар · Індія (IND)          | Дін Фен · Китай (CHN)             |
| Пістолет, 50 метрів                                 | Чин Чон О · Південна Корея (KOR)       | Чхве Йон Ре · Південна Корея (KOR)  | Ван Чживей · Китай (CHN)          |
| Пневматична гвинтівка, 10 метрів                    | Алін Джордже Молдовану · Румунія (ROU) | Нікколо Кампріані · Італія (ITA)    | Гаган Наранг · Індія (IND)        |
| Дрібнокаліберна гвинтівка, 50 метрів, лежачи        | Сергій Мартинов · Білорусь (BLR)       | Ліонель Кокс · Бельгія (BEL)        | Раймонд Дебевець · Словенія (SLO) |
| Дрібнокаліберна гвинтівка, 50 метрів, три положення | Нікколо Кампріані · Італія (ITA)       | Кім Чон Хьон · Південна Корея (KOR) | Меттью Еммонс · США (USA)         |
| Трап                                                | Джованні Церногораз · Хорватія (CRO)   | Массімо Фаббріці · Італія (ITA)     | Фехаїд Аль-Діхані · Кувейт (KUW)  |
| Дубль-трап                                          | Пітер Вілсон · Велика Британія (GBR)   | Гокан Далбі · Швеція (SWE)          | Василь Мосін · Росія (RUS)        |
| Скит                                                | Вінсент Хенкок · США (USA)             | Андерс Голдінг · Данія (DEN)        | Насер Аль Атіях · Катар (QAT)     |

Жінки
| Дисципліна                                          | Золото                             | Срібло                           | Бронза                             |
| --------------------------------------------------- | ---------------------------------- | -------------------------------- | ---------------------------------- |
| Пневматичний пістолет, 10 метрів                    | Гуо Веньцзюнь · Китай (CHN)        | Селін Гобервіль · Франція (FRA)  | Олена Костевич · Україна (UKR)     |
| Пневматична гвинтівка, 10 метрів                    | І Силін · Китай (CHN)              | Сильвія Богацька · Польща (POL)  | Юй Дань · Китай (CHN)              |
| Швидкісний пістолет, 25 метрів                      | Кім Джан Мі · Південна Корея (KOR) | Чень Ін · Китай (CHN)            | Олена Костевич · Україна (UKR)     |
| Дрібнокаліберна гвинтівка, 50 метрів, три положення | Джеймі Лінн Грей · США (USA)       | Івана Максимович · Сербія (SRB)  | Адела Сікорова · Чехія (CZE)       |
| Трап                                                | Джессіка Россі · Італія (ITA)      | Зузана Штефечекова · Чехія (CZE) | Дельфін Рео · Франція (FRA)        |
| Скит                                                | Кімберлі Род · США (USA)           | Вей Нін · Китай (CHN)            | Данка Бартекова · Словаччина (SVK) |